# Kanton Couiza
Kanton Couiza (fr. Canton de Couiza) je francouzský kanton v departementu Aude v regionu Languedoc-Roussillon. Skládá se z 22 obcí.

## Obce kantonu
- Antugnac
- Arques
- Bugarach
- Camps-sur-l'Agly
- Cassaignes
- Conilhac-de-la-Montagne
- Couiza
- Coustaussa
- Cubières-sur-Cinoble
- Fourtou
- Luc-sur-Aude
- Missègre
- Montazels
- Peyrolles
- Rennes-le-Château
- Rennes-les-Bains
- Roquetaillade
- La Serpent
- Serres
- Sougraigne
- Terroles
- Valmigère